# Мкртчян, Донара Николаевна
Дона́ра Никола́евна Мкртчя́н (арм. Դոնարա Մկրտչյան, урождённая Пилося́н; 20 апреля 1941, Ленинакан, Армянская ССР — 15 июля 2011, Севан, Армения) — советская и армянская актриса театра и кино, жена народного артиста СССР Фрунзика Мкртчяна.

## Биография
Родилась 20 апреля 1941 года в Ленинакане (ныне Гюмри).
В конце 1950-х поступила в художественно-театральный институт в Ленинакане, где познакомилась с актёром Фрунзиком Мкртчяном, за которого вышла замуж.
У супругов родились дочь Нунэ и сын Вазген.
Окончила Ереванский художественно-театральный институт, играла в Ереванском академическом театре имени Сундукяна и была известной театральной актрисой в Армении.
Снималась в кино. Особую известность ей принесла роль в комедии «Кавказская пленница».
С годами в её поведении начали появляться странности: она старалась не отпускать мужа ни на шаг, стала патологически ревнивой, устраивала супругу сцены ревности. Друзья посоветовали актёру показать свою супругу психиатру, который после обследования поставил ей диагноз — шизофрения. По окончании лечения в Армении Фрунзик перевёз жену в одну из французских психиатрических клиник. Но все усилия врачей были напрасны. В последний раз она вышла на сцену в 1982 году в пьесе Иона Друцэ «Святая святых».
Последние 25 лет жизни Донара Мкртчян была вынуждена провести в психиатрической лечебнице Севана. По свидетельству врачей, она не сознавала того, что серьёзно больна, и всегда удивлялась, почему её изолировали от мира и заперли в каком-то месте, которое она не может покинуть и, как обычно, пойти в театр, играть на сцене, а потом вернуться домой, к своим детям. В минуты прояснения сознания, что бывало нередко, актриса собирала вокруг себя обитателей лечебницы и больничный персонал, которым читала отрывки из монологов своих любимых героинь. В Севанской психиатрической клинике она даже создала театральный кружок.
Скончалась 15 июля 2011 года в Севане, похоронена на Спандарянском кладбище в Ереване.

## Работы в театре
- «Абрикосовое дерево»
- «Да, мир перевернулся»
- «Брат Пахтасар»
- «Салемские колдуньи»
- «Глава республики»
- «Шестьдесят лет и три часа»
- «Святая святых»

## Фильмография
| Год  |   | Название                                          | Роль                      |
| ---- | - | ------------------------------------------------- | ------------------------- |
| 1964 | ф | Губная помада №4                                  | эпизод                    |
| 1966 | ф | Кавказская пленница, или Новые приключения Шурика | жена Джабраила, тётя Нины |
| 1969 | ф | Адам и Хева                                       | эпизод                    |
| 1971 | ф | Хатабала                                          | сплетница                 |
| 1972 | ф | Мужчины                                           | Медея, жена Ромео         |
| 1973 | ф | Приключения Мгера в отпуске                       | татарка                   |
| 1977 | ф | Багдасар разводится с женой                       | Ануш                      |

## Дубляж (на армянский)
- 1971 — «Рустам и Сухраб» — Тахмина